# Cat Ballou
Cat Ballou è una parodia western del 1965 diretta da Elliot Silverstein. Narra la storia di una donna che ingaggia un famoso pistolero per vendicare l'assassinio di suo padre, ma scopre che l'uomo che ha assunto non è come si aspettava. Nel film recitano Jane Fonda, Lee Marvin (in un duplice ruolo che gli valse un Oscar), Michael Callan, Dwayne Hickman, Nat King Cole e Stubby Kaye.

## Trama
Catherine Ballou, un'aspirante insegnante, sta viaggiando in treno verso Wolf City, Wyoming, per far visita a suo padre Frankie Ballou, che là dirige un ranch. Durante il viaggio aiuta involontariamente un uomo, Clay Boone, accusato di essere un razziatore di bestiame, ad eludere il suo carceriere, lo sceriffo, mentre Jed, lo zio di Boone, un ubriacone mascherato da predicatore, distoglie l'uomo di legge.
Quando Catherine raggiunge il ranch scopre però che la Wolf City Development Corporation sta cercando di portare via il ranch di suo padre, il cui unico difensore è un indiano educato, Jackson-Due Orsi. Clay e Jed, anche se a malincuore, si propongono di aiutare Catherine. La ragazza ingaggia anche il leggendario pistolero Kid Shelleen per contribuire a proteggere il padre da Tim Strawn, alias Silvernose, il killer assunto per minacciare Frankie. Quando Shelleen arriva, si scopre però che è un ubriacone vagabondo ed incapace che non è letteralmente in grado di colpire il lato di un fienile quando spara e i cui pantaloni cadono quando tira fuori la pistola.
Strawn uccide Frankie, ma gli abitanti si rifiutano di assicurare l'assassino alla giustizia, e Catherine diventa una fuorilegge in cerca di vendetta, conosciuta come Cat Ballou. Lei e i suoi quattro collaboratori rapinano il treno che trasporta il libro paga di Wolf City, e Shelleen, ispirato dal suo amore per Cat (unilaterale, visto che la ragazza ama Clay), dà un ultimatum a Strawn e poi lo uccide. In seguito egli ammette casualmente che Strawn era suo fratello. Cat si spaccia per una prostituta e affronta il boss della città, Sir Harry Percival, proprietario della Wolf City Development Corporation. Ne deriva una colluttazione durante la quale Harry viene ucciso, e per questo Cat è condannata ad essere impiccata.
Proprio quando il nodo scorsoio le viene messo intorno al collo, tuttavia, la sua banda arriva e attua un salvataggio spericolato.

## Sceneggiatura
La sceneggiatura è un adattamento realizzato da Walter Newman e Frank Pierson di un romanzo di Roy Chanslor. Il romanzo era in origine un Western serio, ma fu trasformato in una commedia per il film.

## Retroscena
- Nat King Cole morì di cancro al polmone molti mesi prima dell'uscita del film. Iniziò a mostrare i sintomi della malattia durante le riprese del film.
- Kirk Douglas rifiutò il ruolo di Shelleen; ironicamente, molti anni dopo avrebbe interpretato un doppio ruolo simile nel film L'uomo del fiume nevoso. Jack Palance, invece, desiderava disperatamente questo ruolo, ma non gli fu mai offerto.[senza fonte] Ann-Margret fu la prima attrice a cui fu chiesto di interpretare Catherine, ma rifiutò.
- Mentre riceveva l'Oscar, Lee Marvin disse: "Metà di questo Oscar appartiene ad un cavallo da qualche parte là fuori nella valle".
- All'inizio del film, la Torch Lady della Columbia Pictures fu sostituita con una Cat Ballou a cartoni animati, che sparava con le pistole nell'aria.

## Riconoscimenti
Il film è stato presentato in concorso al Festival di Berlino, dove Lee Marvin ha vinto l'Orso d'Argento per il miglior attore. Per questa sua interpretazione Marvin ha vinto anche l'Oscar (il film ha ricevuto complessivamente cinque candidature), il Golden Globe, il BAFTA e il National Board of Review Award.
Nel 2000 l'American Film Institute ha inserito il film al 50º posto della classifica delle cento migliori commedie americane di tutti i tempi. Nel 2008 l'ha inserito al 10º posto dei dieci migliori western.
- 1966 — Premio Oscar
  - Miglior attore protagonista a Lee Marvin
  - Nomination Migliore sceneggiatura non originale a Walter Newman e Frank Pierson
  - Nomination Miglior montaggio a Charles Nelson
  - Nomination Miglior colonna sonora a Frank De Vol
  - Nomination Miglior canzone (The Ballad of Cat Ballou) a Jerry Livingston e Mack David
- 1966 — Golden Globe
  - Miglior attore in un film commedia o musicale a Lee Marvin
  - Nomination Miglior film commedia o musicale
  - Nomination Miglior attrice in un film commedia o musicale a Jane Fonda
  - Nomination Miglior attore debuttante a Tom Nardini
  - Nomination Miglior canzone (The Ballad of Cat Ballou) a Jerry Livingston e Mack David
- 1966 — Premio BAFTA
  - Miglior attore straniero a Lee Marvin
  - Nomination Miglior attore debuttante a Tom Nardini

- 1965 — National Board of Review Award
  - Miglior attore protagonista a Lee Marvin
- Festival di Berlino 1965
  - Orso d'argento a Lee Marvin
  - Menzione Speciale a Walter Newman e Frank Pierson
  - Miglior film a Elliot Silverstein
  - Nomination Orso d'oro a Elliot Silverstein
- 1965 — New York Film Critics Circle Award
  - Nomination Miglior attore protagonista a Lee Marvin
- 1966 — Writers Guild of America
  - Nomination Miglior sceneggiatura di una commedia a Walter Newman e Frank Pierson
- 1966 — Directors Guild of America
  - Nomination Migliore regia a Elliot Silvestrin